# Vòng bảng AFC Champions League 2023–24
Vòng bảng AFC Champions League 2023–24 sẽ diễn ra từ tháng 9 năm 2023 đến tháng 12 năm 2023 cho khu vực phía Đông và phía Tây. Tổng cộng 40 đội tham dự để chọn ra 16 đội giành quyền vào vòng đấu loại trực tiếp của AFC Champions League 2023–24.

## Bốc thăm
Lễ bốc thăm chia bảng sẽ diễn ra vào ngày 24 tháng 8 năm 2023 tại trụ sở AFC ở Kuala Lumpur, Malaysia. 40 đội bóng sẽ được bốc thăm vào 10 bảng, mỗi bảng 4 đội: năm bảng khu vực Tây Á (Bảng A–E) và năm bảng khu vực Đông Á (Bảng F–J). Đối với mỗi khu vực, các đội được xếp hạt giống vào bốn nhóm và được bốc thăm vào các vị trí liên quan trong mỗi bảng, dựa trên thứ hạng hiệp hội và hạt giống trong hiệp hội của họ. Các đội cùng một hiệp hội sẽ không được bốc thăm chung một bảng với nhau.
| Khu vực     | Bảng | Nhóm 1     | Nhóm 2             | Nhóm 3            | Nhóm 4   |
| ----------- | ---- | ---------- | ------------------ | ----------------- | -------- |
| Khu vực Tây | A–E  | Al-Hilal   | Nassaji Mazandaran | Al-Faisaly        | Al Ain   |
| Khu vực Tây | A–E  | Persepolis | Al-Duhail          | Istiklol          | Navbahor |
| Khu vực Tây | A–E  | Al-Sadd    | Nasaf              | Al-Quwa Al-Jawiya | Sharjah  |
| Khu vực Tây | A–E  | Pakhtakor  | Al-Fayha           | Ahal              | Al-Nassr |
| Khu vực Tây | A–E  | Al-Ittihad | Sepahan            | Mumbai City       | AGMK     |

| Khu vực      | Bảng | Nhóm 1                 | Nhóm 2            | Nhóm 3             | Nhóm 4             |
| ------------ | ---- | ---------------------- | ----------------- | ------------------ | ------------------ |
| Khu vực Đông | F–J  | Ulsan HD               | Ventforet Kofu    | Hà Nội             | Kiệt Chí           |
| Khu vực Đông | F–J  | Yokohama F. Marinos    | Sơn Đông Thái Sơn | Kaya–Iloilo        | Incheon United     |
| Khu vực Đông | F–J  | Vũ Hán Tam Trấn        | Bangkok United    | Johor Darul Ta'zim | Urawa Red Diamonds |
| Khu vực Đông | F–J  | Buriram United         | Pohang Steelers   | Melbourne City     | Chiết Giang        |
| Khu vực Đông | F–J  | Jeonbuk Hyundai Motors | Kawasaki Frontale | Lion City Sailors  | BG Pathum United   |

## Thể thức
Ở vòng bảng, mỗi bảng sẽ diễn ra theo thể thức vòng tròn hai lượt tính điểm trên sân nhà và sân khách. Đội nhất mỗi bảng và ba đội nhì có thành tích tốt nhất từ mỗi khu vực sẽ tiến vào vòng 16 đội.

### Tiêu chí
Các đội được xếp hạng theo điểm (3 điểm cho đội thắng, 1 điểm cho đội hòa, 0 điểm cho đội thua), và nếu bằng điểm, các tiêu chí sau đây được áp dụng, theo thứ tự cho trước, để xác định thứ hạng: (Điều 8.3):
1. Điểm trong những trận đối đầu trực tiếp giữa các đội;
2. Hiệu số bàn thắng thua trong những trận đối đầu trực tiếp giữa các đội;
3. Số bàn thắng ghi được trong những trận đối đầu trực tiếp giữa các đội;
4. Nếu có nhiều hơn hai đội bằng điểm, và sau khi xét hết tất cả những tiêu chí đối đầu trên, 1 tập hợp các đội vẫn có chỉ số bằng nhau, tất cả các tiêu chí đối đầu trên sẽ được tái áp dụng riêng cho tập hợp này;
5. Hiệu số bàn thắng thua trong tất cả các trận đấu vòng bảng;
6. Số bàn thắng ghi được trong tất cả các trận đấu vòng bảng;
7. Sút luân lưu nếu chỉ có hai đội thi đấu với nhau trong lượt trận cuối của vòng bảng có các chỉ số bằng nhau;
8. Điểm fair-play (thẻ vàng = –1 điểm, thẻ đỏ gián tiếp = –3 điểm, thẻ đỏ trực tiếp = –3 điểm, thẻ vàng tiếp theo là thẻ đỏ trực tiếp = –4 điểm);
9. Bảng xếp hạng các hiệp hội.

## Lịch thi đấu
Dưới đây là lịch thi đấu vòng bảng.
| Lượt trận   | Ngày bốc thăm       | Ngày                          |
| ----------- | ------------------- | ----------------------------- |
| Lượt trận 1 | 24 tháng 8 năm 2023 | 18–20 tháng 9 năm 2023        |
| Lượt trận 2 | 24 tháng 8 năm 2023 | 2–4 tháng 10 năm 2023         |
| Lượt trận 3 | 24 tháng 8 năm 2023 | 23–25 tháng 10 năm 2023       |
| Lượt trận 4 | 24 tháng 8 năm 2023 | 6–8 tháng 11 năm 2023         |
| Lượt trận 5 | 24 tháng 8 năm 2023 | 27–29 tháng 11 năm 2023       |
| Lượt trận 6 | 24 tháng 8 năm 2023 | 4–6 & 12–13 tháng 12 năm 2023 |

## Các bảng

### Bảng A
| VT | Đội       | ST | T | H | B | BT | BB | HS | Đ  | Giành quyền tham dự |     | AIN | FAY | PAK | AHA |
| -- | --------- | -- | - | - | - | -- | -- | -- | -- | ------------------- | --- | --- | --- | --- | --- |
| 1  | Al Ain    | 6  | 5 | 0 | 1 | 17 | 9  | +8 | 15 | Vòng 16 đội         |     | —   | 4–1 | 1–3 | 4–2 |
| 2  | Al-Fayha  | 6  | 3 | 0 | 3 | 12 | 10 | +2 | 9  | Vòng 16 đội         |     | 2–3 | —   | 2–0 | 3–1 |
| 3  | Pakhtakor | 6  | 2 | 1 | 3 | 8  | 11 | −3 | 7  |                     |     | 0–3 | 1–4 | —   | 3–0 |
| 4  | Ahal      | 6  | 1 | 1 | 4 | 6  | 13 | −7 | 4  |                     | 1–2 | 1–0 | 1–1 | —   |     |

### Bảng B
| VT | Đội        | ST | T | H | B | BT | BB | HS | Đ  | Giành quyền tham dự |     | NAS | SAD | SHA | FAI |
| -- | ---------- | -- | - | - | - | -- | -- | -- | -- | ------------------- | --- | --- | --- | --- | --- |
| 1  | Nasaf      | 6  | 3 | 2 | 1 | 10 | 6  | +4 | 11 | Vòng 16 đội         |     | —   | 3–1 | 1–1 | 3–1 |
| 2  | Al-Sadd    | 6  | 2 | 2 | 2 | 11 | 7  | +4 | 8  |                     |     | 2–2 | —   | 0–0 | 6–0 |
| 3  | Sharjah    | 6  | 2 | 2 | 2 | 4  | 5  | −1 | 8  |                     | 1–0 | 0–2 | —   | 1–0 |     |
| 4  | Al-Faisaly | 6  | 2 | 0 | 4 | 5  | 12 | −7 | 6  |                     | 0–1 | 2–0 | 2–1 | —   |     |

1. 1 2  Điểm đối đầu: Al-Sadd 4, Sharjah 1.

### Bảng C
| VT | Đội               | ST | T | H | B | BT | BB | HS  | Đ  | Giành quyền tham dự |     | ITT | SEP | QUW | AGM |
| -- | ----------------- | -- | - | - | - | -- | -- | --- | -- | ------------------- | --- | --- | --- | --- | --- |
| 1  | Al-Ittihad        | 6  | 5 | 0 | 1 | 11 | 4  | +7  | 15 | Vòng 16 đội         |     | —   | 2–1 | 1–0 | 3–0 |
| 2  | Sepahan           | 6  | 3 | 1 | 2 | 16 | 8  | +8  | 10 | Vòng 16 đội         |     | 0–3 | —   | 1–0 | 9–0 |
| 3  | Al-Quwa Al-Jawiya | 6  | 3 | 1 | 2 | 9  | 7  | +2  | 10 |                     |     | 2–0 | 2–2 | —   | 3–2 |
| 4  | AGMK              | 6  | 0 | 0 | 6 | 5  | 22 | −17 | 0  |                     | 1–2 | 1–3 | 1–2 | —   |     |

1. 1 2  Điểm đối đầu: Sepahan 4, Al-Quwa Al-Jawiya 1.
2. ↑  Trận đấu bị hủy do đội khách Al-Ittihad phản đối việc đội chủ nhà Sepahan đặt tượng của Qasem Soleimani trên đường pitch. Al-Ittihad được xử thắng 3–0 do Sepahan vi phạm quy định của giải đấu.[2]

### Bảng D
| VT | Đội                | ST | T | H | B | BT | BB | HS  | Đ  | Giành quyền tham dự |     | HIL | NAV | NSJ | MUM |
| -- | ------------------ | -- | - | - | - | -- | -- | --- | -- | ------------------- | --- | --- | --- | --- | --- |
| 1  | Al-Hilal           | 6  | 5 | 1 | 0 | 16 | 2  | +14 | 16 | Vòng 16 đội         |     | —   | 1–1 | 2–1 | 6–0 |
| 2  | Navbahor           | 6  | 4 | 1 | 1 | 11 | 6  | +5  | 13 | Vòng 16 đội         |     | 0–2 | —   | 2–1 | 3–0 |
| 3  | Nassaji Mazandaran | 6  | 2 | 0 | 4 | 7  | 10 | −3  | 6  |                     |     | 0–3 | 1–3 | —   | 2–0 |
| 4  | Mumbai City        | 6  | 0 | 0 | 6 | 1  | 17 | −16 | 0  |                     | 0–2 | 1–2 | 0–2 | —   |     |

### Bảng E
| VT | Đội        | ST | T | H | B | BT | BB | HS | Đ  | Giành quyền tham dự |     | NSR | PER | DUH | IST |
| -- | ---------- | -- | - | - | - | -- | -- | -- | -- | ------------------- | --- | --- | --- | --- | --- |
| 1  | Al-Nassr   | 6  | 4 | 2 | 0 | 13 | 7  | +6 | 14 | Vòng 16 đội         |     | —   | 0–0 | 4–3 | 3–1 |
| 2  | Persepolis | 6  | 2 | 2 | 2 | 5  | 5  | 0  | 8  |                     |     | 0–2 | —   | 1–2 | 2–0 |
| 3  | Al-Duhail  | 6  | 2 | 1 | 3 | 9  | 9  | 0  | 7  |                     | 2–3 | 0–1 | —   | 2–0 |     |
| 4  | Istiklol   | 6  | 0 | 3 | 3 | 3  | 9  | −6 | 3  |                     | 1–1 | 1–1 | 0–0 | —   |     |

### Bảng F
| VT | Đội                    | ST | T | H | B | BT | BB | HS | Đ  | Giành quyền tham dự |     | BAN | JEO | LCS | KIT |
| -- | ---------------------- | -- | - | - | - | -- | -- | -- | -- | ------------------- | --- | --- | --- | --- | --- |
| 1  | Bangkok United         | 6  | 4 | 1 | 1 | 11 | 8  | +3 | 13 | Vòng 16 đội         |     | —   | 3–2 | 1–0 | 1–1 |
| 2  | Jeonbuk Hyundai Motors | 6  | 4 | 0 | 2 | 12 | 9  | +3 | 12 | Vòng 16 đội         |     | 3–2 | —   | 3–0 | 2–1 |
| 3  | Lion City Sailors      | 6  | 2 | 0 | 4 | 5  | 9  | −4 | 6  |                     |     | 1–2 | 2–0 | —   | 0–2 |
| 4  | Kiệt Chí               | 6  | 1 | 1 | 4 | 7  | 9  | −2 | 4  |                     | 1–2 | 1–2 | 1–2 | —   |     |

### Bảng G
| VT | Đội                 | ST | T | H | B | BT | BB | HS  | Đ  | Giành quyền tham dự |     | YOK | SHA | INC | KAY |
| -- | ------------------- | -- | - | - | - | -- | -- | --- | -- | ------------------- | --- | --- | --- | --- | --- |
| 1  | Yokohama F. Marinos | 6  | 4 | 0 | 2 | 12 | 7  | +5  | 12 | Vòng 16 đội         |     | —   | 3–0 | 2–4 | 3–0 |
| 2  | Sơn Đông Thái Sơn   | 6  | 4 | 0 | 2 | 14 | 7  | +7  | 12 | Vòng 16 đội         |     | 0–1 | —   | 3–1 | 6–1 |
| 3  | Incheon United      | 6  | 4 | 0 | 2 | 14 | 9  | +5  | 12 |                     |     | 2–1 | 0–2 | —   | 4–0 |
| 4  | Kaya–Iloilo         | 6  | 0 | 0 | 6 | 4  | 21 | −17 | 0  |                     | 1–2 | 1–3 | 1–3 | —   |     |

1. 1 2 3  Bằng nhau về điểm đối đầu. Hiệu số bàn thắng bại đối đầu: Yokohama F. Marinos +1, Sơn Đông Thái Sơn 0, Incheon United −1.

### Bảng H
| VT | Đội            | ST | T | H | B | BT | BB | HS | Đ  | Giành quyền tham dự |     | VEN | MEL | ZHE | BUR |
| -- | -------------- | -- | - | - | - | -- | -- | -- | -- | ------------------- | --- | --- | --- | --- | --- |
| 1  | Ventforet Kofu | 6  | 3 | 2 | 1 | 11 | 8  | +3 | 11 | Vòng 16 đội         |     | —   | 3–3 | 4–1 | 1–0 |
| 2  | Melbourne City | 6  | 2 | 3 | 1 | 8  | 6  | +2 | 9  |                     |     | 0–0 | —   | 1–1 | 0–1 |
| 3  | Chiết Giang    | 6  | 2 | 1 | 3 | 9  | 13 | −4 | 7  |                     | 2–0 | 1–2 | —   | 3–2 |     |
| 4  | Buriram United | 6  | 2 | 0 | 4 | 9  | 10 | −1 | 6  |                     | 2–3 | 0–2 | 4–1 | —   |     |

### Bảng I
| VT | Đội                | ST | T | H | B | BT | BB | HS  | Đ  | Giành quyền tham dự |     | KAW | ULS | JDT | BGP |
| -- | ------------------ | -- | - | - | - | -- | -- | --- | -- | ------------------- | --- | --- | --- | --- | --- |
| 1  | Kawasaki Frontale  | 6  | 5 | 1 | 0 | 17 | 6  | +11 | 16 | Vòng 16 đội         |     | —   | 1–0 | 5–0 | 4–2 |
| 2  | Ulsan HD           | 6  | 3 | 1 | 2 | 12 | 8  | +4  | 10 | Vòng 16 đội         |     | 2–2 | —   | 3–1 | 3–1 |
| 3  | Johor Darul Ta'zim | 6  | 3 | 0 | 3 | 11 | 13 | −2  | 9  |                     |     | 0–1 | 2–1 | —   | 4–1 |
| 4  | BG Pathum United   | 6  | 0 | 0 | 6 | 9  | 22 | −13 | 0  |                     | 2–4 | 1–3 | 2–4 | —   |     |

### Bảng J
| VT | Đội                | ST | T | H | B | BT | BB | HS | Đ  | Giành quyền tham dự |     | POH | URA | HAN | WUH |
| -- | ------------------ | -- | - | - | - | -- | -- | -- | -- | ------------------- | --- | --- | --- | --- | --- |
| 1  | Pohang Steelers    | 6  | 5 | 1 | 0 | 14 | 5  | +9 | 16 | Vòng 16 đội         |     | —   | 2–1 | 2–0 | 3–1 |
| 2  | Urawa Red Diamonds | 6  | 2 | 1 | 3 | 12 | 9  | +3 | 7  |                     |     | 0–2 | —   | 6–0 | 2–1 |
| 3  | Hà Nội             | 6  | 2 | 0 | 4 | 7  | 16 | −9 | 6  |                     | 2–4 | 2–1 | —   | 2–1 |     |
| 4  | Vũ Hán Tam Trấn    | 6  | 1 | 2 | 3 | 8  | 11 | −3 | 5  |                     | 1–1 | 2–2 | 2–1 | —   |     |

## Xếp hạng các đội nhì bảng

### Khu vực Tây Á
| VT | Bg | Đội        | ST | T | H | B | BT | BB | HS | Đ  | Giành quyền tham dự |
| -- | -- | ---------- | -- | - | - | - | -- | -- | -- | -- | ------------------- |
| 1  | D  | Navbahor   | 6  | 4 | 1 | 1 | 11 | 6  | +5 | 13 | Vòng 16 đội         |
| 2  | C  | Sepahan    | 6  | 3 | 1 | 2 | 16 | 8  | +8 | 10 | Vòng 16 đội         |
| 3  | A  | Al-Fayha   | 6  | 3 | 0 | 3 | 12 | 10 | +2 | 9  | Vòng 16 đội         |
| 4  | B  | Al-Sadd    | 6  | 2 | 2 | 2 | 11 | 7  | +4 | 8  |                     |
| 5  | E  | Persepolis | 6  | 2 | 2 | 2 | 5  | 5  | 0  | 8  |                     |

### Khu vực Đông Á
| VT | Bg | Đội                    | ST | T | H | B | BT | BB | HS | Đ  | Giành quyền tham dự |
| -- | -- | ---------------------- | -- | - | - | - | -- | -- | -- | -- | ------------------- |
| 1  | G  | Sơn Đông Thái Sơn      | 6  | 4 | 0 | 2 | 14 | 7  | +7 | 12 | Vòng 16 đội         |
| 2  | F  | Jeonbuk Hyundai Motors | 6  | 4 | 0 | 2 | 12 | 9  | +3 | 12 | Vòng 16 đội         |
| 3  | I  | Ulsan HD               | 6  | 3 | 1 | 2 | 12 | 8  | +4 | 10 | Vòng 16 đội         |
| 4  | H  | Melbourne City         | 6  | 2 | 3 | 1 | 8  | 6  | +2 | 9  |                     |
| 5  | J  | Urawa Red Diamonds     | 6  | 2 | 1 | 3 | 12 | 9  | +3 | 7  |                     |